# Ferdinand Tiemann
Johann Karl Wilhelm Ferdinand Tiemann (Elbingerode, 10 giugno 1848 – Merano, 14 novembre 1899) è stato un chimico tedesco.

## Biografia
A partire dal 1866, Tiemann studiò farmacia presso la TU Braunschweig dove si laureò nel 1869. Nel 1874 Wilhelm Haarmann e Tiemann hanno fondato un'azienda, dopo aver scoperto la sintesi della vanillina dall'alcol coniferilico. L'impianto di vanillina Holzminden non ebbe molto successo prima che Karl Reimer scoprisse la reazione di Reimer-Tiemann che aprì una via di sintesi alternativa alla vanillina. Nel 1882 Tiemann divenne professore presso l'Università di Berlino.
Fu coinvolto nella prima sintesi di Ionone, un composto della viola dolce (Viola odorata), che divenne un enorme successo per la compagnia Harmann & Reimer.
August Wilhelm von Hofmann sposò Berta, la sorella minore di Ferdinand Tiemann.

## Opere
- Tiemann-Gärtner's Handbuch der Untersuchung und Beurtheilung der Wässer : zum Gebrauch für Apotheker, Ärzte, Chemiker, Fabrikanten, Medicinalbeamte und Techniker ; mit 40 Holzstichen u. 10 Taf. . Vieweg, Braunschweig 4. Aufl. / bearb. von Georg Walter und August Gärtner 1895 Digital edition by the University and State Library Düsseldorf